# جایزه بزرگ آلمان ۱۹۷۳
جایزه بزرگ آلمان ۱۹۷۳ (انگلیسی: ‎1973 German Grand Prix‎) یک مسابقهٔ موتوری در رشتهٔ اتومبیل‌رانی فرمول یک بود که در تاریخ ۵ اوت ۱۹۷۳ در نوربورگ‌رینگ واقع در نوربورگ، آلمان برگزار شد. این گراند پری در میان ۱۵ گراند پری در فصل ۱۹۷۳، مسابقهٔ شمارهٔ ۱۱ بود.
در این مسابقه که در ۱۴ دور و به مسافت ۳۱۹٫۶۹۰ کیلومتر (۱۹۸٫۶۴۶ مایل) برگزار شد، پول پوزیشن توسط جکی استوارت کسب شد و سریع‌ترین زمان برای طی یک دور پیست که برابر با ۷:۱۱٫۴ بود نیز توسط کارلوس پیس به ثبت رسید.
جکی استوارت از تیم تایرل-فورد، فرانسوا سورت از تیم تایرل-فورد و ژاکی ایکس از تیم مک‌لارن-فورد به‌ترتیب مقام‌های اول تا سوم مسابقه را کسب کردند.

## رده‌بندی قهرمانی پس از مسابقه
|       | جایگاه | راننده           | امتیاز |
| ----- | ------ | ---------------- | ------ |
|       | ۱      | جکی استوارت      | ۶۰     |
| ۱     | ۲      | فرانسوا سورت     | ۴۵     |
| ۱     | ۳      | امرسون فیتیپالدی | ۴۲     |
|       | ۴      | رونی پیترسن      | ۲۵     |
|       | ۵      | پیتر روسون       | ۲۳     |
| منبع: |        |                  |        |

|       | جایگاه | سازنده      | امتیاز  |
| ----- | ------ | ----------- | ------- |
|       | ۱      | تایرل-فورد  | ۷۱ (۷۵) |
|       | ۲      | لوتوس-فورد  | ۵۹ (۶۳) |
|       | ۳      | مک‌لارن-فورد | ۴۲      |
|       | ۴      | برابام-فورد | ۱۴      |
|       | ۵      | فراری       | ۱۲      |
| منبع: |        |             |         |

یادداشت
- تنها پنج جایگاه نخست از هر رده‌بندی نمایش داده شده‌است.